# Джая Прада
Джая Прада (народилася 3 квітня 1962) — індійська кіноактриса та політик.   Стала лауреатом трьох премій Filmfare Awards у Південній Індії та зіграла у багатьох фільмах. Володіє такими мовами як: телугу, тамільська, гінді, каннада, малаялам, бенгальська мова та маратхі.Джая була найвпливовішою та найуспішнішою актрисою в історії кіно, особливо того, що було знято мовами телугу й хінді. У 1970-х, 1980-х і на початку 1990-х років  була одним із лідерів кіноекранів як в індійських, так і в південноіндійських стрічках. Вона залишила індійську кіноіндустрію на піку своєї кар’єри, коли в 1994 році приєдналася до партії Telugu Desam і пішла  у політику.У 2004 році стала депутатом від Рампура. 

## Довідкові матеріали
1. ↑  ČSFD — 2001.
2. ↑  Freebase Data Dumps — Google.
3. 1 2  Detailed Profile - Smt. P. Jaya Prada Nahata - Members of Parliament (Lok Sabha) - Who's Who. archive.india.gov.in. Процитовано 29 травня 2016.
4. ↑  Take Two.